# Björn Hlynur Haraldsson
Björn Hlynur Haraldsson es un actor islandés, conocido por haber interpretado a Helgi en Hamarinn.

## Biografía
En el 2001 se graduó del Icelandic Drama Academy.

## Carrera
En 2001 se convirtió en cofundador de la compañía de teatro más innovadora en Islandia "Vesturport". En 2005 apareció en la película Strákarnir okkar, donde dio vida al futbollista Ottar Thor, la estrella del equipo Reikiavik KR, quien debe enfrentarse a su entorno cuando se hace público que es homosexual y todo comienza a ponerse hostil y tenso llevando a Ottar a alejarse de sus compañeros y abandonar el equipo.
En 2012 apareció en la comedia estadounidense Apples & Oranges donde interpretará a Charlie junto a Claudia Bassols y Glenn Morshower. En 2013 se unió al elenco recurrente de la tercera temporada de la serie The Borgias, donde interpretó al condotiero Gian Paolo Baglioni, señor de Perugia.

## Filmografía

### Series de televisión
| Año       | Título                  | Personaje                      | Notas        |
| --------- | ----------------------- | ------------------------------ | ------------ |
| 2024      | A Gentleman in Moscow   | Emile Zhukovsky                |              |
| 2019      | The Witcher             | Rey Eist Tuirseach             |              |
| 2015-2019 | Trapped                 | Trausti Einarssson             | 10 episodios |
| 2015-2018 | Fortitude               | Eric Odegard                   | 12 episodios |
| 2014      | The Lava Field: Hraunið | Helgi Marvin                   | miniserie    |
| 2014      | Hidden Iceland          | -                              | -            |
| 2013      | The Borgias             | Condotiero Gian Paolo Baglioni | 4 episodios  |
| 2011      | Heimsendir              | Adolf                          | -            |
| 2009      | Hamarinn                | Helgi                          | -            |

### Películas
| Año  | Título                                          | Personaje    | Notas |
| ---- | ----------------------------------------------- | ------------ | --- |
| 2021 | Lamb                                            | Pétur        | junto a Noomi Rapace y Hilmir Snær Guðnason                                                                      |
| 2020 | Eurovision Song Contest: The Story of Fire Saga | Arnar        | |
| 2015 | Apples & Oranges                                | Charlie      | junto a Claudia Bassols, Glenn Morshower, Martin McCann y Mark O'Halloran                                        |
| 2014 | Ciudades Desiertas                              | -            | junto a Ashley Hinshaw, Gael García Bernal, Jadyn Wong, Verónica Echegui y Barbara Garrick                       |
| 2014 | Grafir & Bein                                   | Gunnar       | junto a Elva María Birgisdóttir, Nína Dögg Filippusdóttir, Gísli Örn Garðarsson y Sveinn Ólafur Gunnarsson       |
| 2012 | Afhjupunin                                      | Magni        | corto - junto a Helgi Björnsson, Sara Dögg Ásgeirsdóttir y Davíð Guðbrandsson                                    |
| 2012 | Sacrifice                                       | Oli          | corto - junto a Víkingur Kristjánsson y Þorbjörg Helga Þorgilsdóttir                                             |
| 2011 | Borgríki                                        | Ingolfur     | junto a Ágústa Eva Erlendsdóttir, Ingvar Eggert Sigurðsson, Björn Thors y Gísli Örn Garðarsson                   |
| 2011 | Kurteist fólk                                   | Arnar        | junto a Stefán Karl Stefánsson, Ágústa Eva Erlendsdóttir y Ingvar Eggert Sigurðsson                              |
| 2010 | Brim                                            | Logi         | junto a Ingvar Eggert Sigurðsson, Nína Dögg Filippusdóttir, Gísli Örn Garðarsson y Ólafur Darri Ólafsson         |
| 2010 | Kóngavegur                                      | Önni         | junto a Daniel Brühl, Gísli Örn Garðarsson, Hanna María Karlsdóttir, Ingvar Eggert Sigurðsson y Kristbjörg Kjeld |
| 2009 | Desember                                        | Raggi        | junto a Kjartan Bjargmundsson, Haki Darrason, Laufey Elíasdóttir y Jón Páll Eyjólfsson                           |
| 2008 | Sveitabrúðkaup                                  | Barði        | junto a Hreinn Beck, Caroline Dalton, Ágústa Eva Erlendsdóttir y Gísli Örn Garðarsson                            |
| 2006 | Mýrin                                           | Sigurður Óli | junto a Ingvar Eggert Sigurðsson, Ágústa Eva Erlendsdóttir, Atli Rafn Sigurðsson y Kristbjörg Kjeld              |
| 2005 | Strákarnir okkar                                | Ottar Thor   | junto a Helgi Björnsson, Arnmundur Ernst Björnsson, Jón Jósep Snæbjörnsson y Lilja Nótt Þórarinsdóttir           |
| 2004 | Kaldaljós                                       | Indriði      | junto a Ingvar Eggert Sigurðsson, Unnur Ösp Stefánsdóttir y Ruth Olafsdottir                                     |
| 2002 | Reykjavik Guesthouse: Rent a Bike               | Guðjón       | junto a Hilmir Snær Guðnason, Stefán Eiríksson, Kristbjörg Kjeld y Margrét Vilhjálmsdóttir                       |

### Director y escritor
| Año  | Título                  | Notas                                                                                        |
| ---- | ----------------------- | -------------------------------------------------------------------------------------------- |
| 2012 | Dubbeldusch             | director y escritor                                                                          |
| 2011 | Korriro                 | corto - director                                                                             |
| 2010 | Faust                   | co-escritor - junto a Gisli Örn Gardarsson, Nina Dogg Filippusdottir y Vikingur Kristjansson |
| -    | Titus Andronicus        | director                                                                                     |
| -    | Shopping Mall Shattered | director                                                                                     |
| -    | Jesus Christ Superstar  | director                                                                                     |
| -    | Axlar-Björn             | director y escritor                                                                          |
| -    | The Housewife           | co-escritor                                                                                  |

### Teatro
| Año  | Obra                | Personaje       | Director (a)         | Teatro            | Notas                                                                             |
| ---- | ------------------- | --------------- | -------------------- | ----------------- | --------------------------------------------------------------------------------- |
| 2010 | Country Wedding     | Bardi           | Valdis Oskarsdottir  | -                 | junto a Gisli Örn Gardarsson, Agusta Eva Erlendsdottir y Arni Petur Gudjonsson    |
| 2010 | Faust               | Asmodeus/Johann | Gisli Örn Gardarsson | Reykjavik Theatre | junto a Nina Dogg Filippusdottir, Vikingur Kristjansson y Hanna Maria Karlsdottir |
| 2005 | Blood Wedding       | Novio           | Rufus Norris         | Almeida Theatre   | junto a Gael Garcia Bernal, Adjoa Andoh, Jason Baughan y Thekla Reuten            |
| 2005 | Woyzeck             | Drum Major      | Gisli Örn Gardarsson | Reykjavik Theatre | junto a Ingar E. Sigurdsson, Nina Dogg Filippusdottir y Vikingur Kristjansson     |
| 2002 | Romeo & Juliet      | Mercutio        | Gisli Örn Gardarsson | Reykjavik Theatre | junto a Nina Dogg Filippusdottir, Gisli Örn Gardarsson y Olafur Darri Olafsson    |
| -    | Death of a Salesman | -               | -                    | City Theatre      | -                                                                                 |
| -    | Peer Gynt           | -               | -                    | National Theatre  | -                                                                                 |

## Premios y nominaciones
| Año  | Categoría                                                                                      | Premio     | Película/Serie | Resultado |
| ---- | ---------------------------------------------------------------------------------------------- | ---------- | -------------- | --------- |
| 2011 | Screenplay of the Year (junto a Víkingur Kristjánsson, Ólafur Egilsson y Gísli Örn Garðarsson) | Edda Award | Brim           | Nominados |
| 2010 | Actor of the Year                                                                              | Edda Award | Hamarinn       | Nominado  |